# Văile Brătiei și Brătioarei
Văile Brătiei și Brătioarei este o arie protejată (sit de importanță comunitară — SCI) din România, desemnată în scopul protejării biodiversității și menținerii într-o stare de conservare favorabilă a florei spontane și faunei sălbatice, precum și a habitatelor naturale de interes comunitar aflate în arealul zonei de protecție. Aceasta este situată în Muntenia, pe teritoriul județului Argeș.

## Localizare
Aria naturală se află în partea central-nordică a județului Argeș, pe teritoriile administrative ale comunelor Albeștii de Muscel, Berevoiești și Bughea de Jos, în apropierea drumului național DN73C, care leagă municipiul Curtea de Argeș de localitatea Berevoiești.

## Înființare
Zona a fost declarată sit de importanță comunitară prin Ordinul Ministerului Mediului și Dezvoltării Durabile Nr.1964 din 13 decembrie 2007 (privind instituirea regimului de arie naturală protejată a siturilor de importanță comunitară, ca parte integrantă a rețelei ecologice europene Natura 2000 în România) și se întinde pe o suprafață de 219,7  hectare.

## Biodiversitate
Situl reprezintă o zonă montană de-a lungul râului Brătia și a afluentului său Brătioara (râuri, plaje de nisip, pajiști, păduri de conifere, păduri de foioase și păduri în tranziție) încadrată în bioregiune alpină și continentală aflată la poalele sudice ale Munților Iezer-Păpușa; ce conservă habitate naturale de tip: Păduri aluviale cu Alnus glutinosa și Fraxinus excelsior (Alno-Padion, Alnion incanae, Salicion albae) care adăpostesc arboret de fag, frasin, paltin de munte sau arin alb și protejază o gamă variată de amfibieni, reptile și pești.

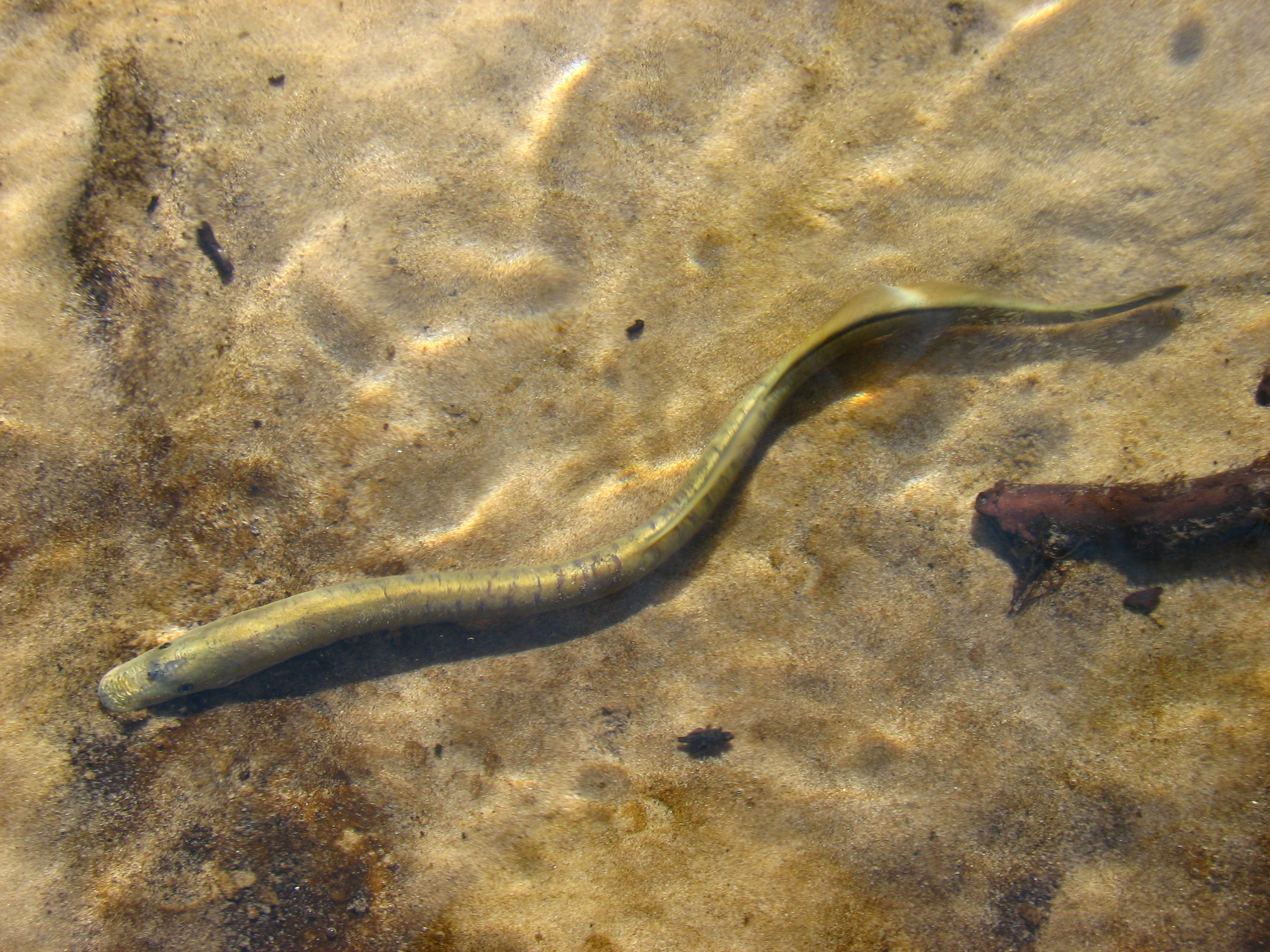
Chiscar de râu (Eudontomyzon mariae)

La baza desemnării sitului se află câteva specii faunistice enumerate în anexa I-a a Directivei Consiliului European 92/43/CE din 21 mai 1992 (privind conservarea habitatelor naturale și a speciilor de faună și floră sălbatică), printre care reptile și amfibieni cu specii de: șopârla de câmp (Lacerta agilis), năpârcă (Natrix natrix), izvoraș-cu-burta-galbenă (o broască din specia Bombina variegata), broasca roșie de munte (Rana temporaria, broasca verde (Rana esculenta), broasca râioasă brună (Bufo bufo), triton cu creastă (Triturus cristatus), salamandra de foc (Salamandra salamandra); și trei specii de pești: zglăvoacă (Cottus gobio), porcușorul de vad (Gobio uranoscopus) și  chiscarul de râu (Eudontomyzon mariae).

## Căi de acces
- Drumul național DN73C pe ruta: Curtea de Argeș -  Berevoiești.

## Monumente și atracții turistice
În vecinătatea sitului se află câteva obiective de interes istoric, cultural și turistic; astfel:

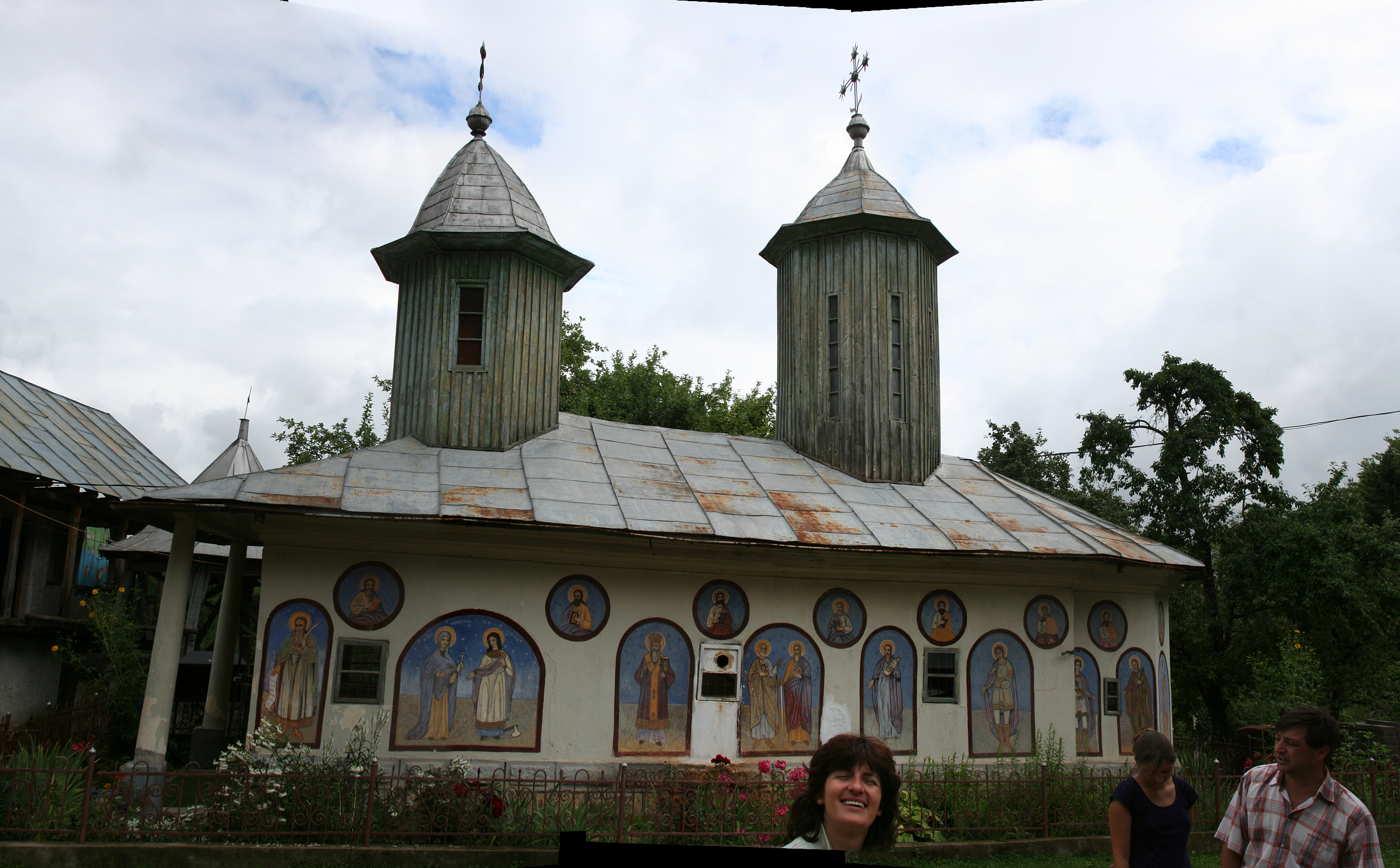
Biserica de lemn "Intrarea în Biserică" (Bughea de Jos)

- Biserica "Adormirea Maicii Domnului" din Albești, construcție 1877, monument istoric.
- Biserica "Adormirea Maicii Domnului" - Pământeni din Berevoiești, construcție 1704, monument istoric.
- Schitul Ciocanu din satul Bughea de Jos, construcție secolul al XVII-lea, monument istoric.
- Biserica de lemn "Intrarea în Biserică" din Bughea de Jos, construcție 1825, monument istoric.
- Ruinele bisericii Berevoiești, construcție secolul al XVI-lea, monument istoric.
- Rezervațiile naturale: Calcarul numulitic de la Albești și Granitul de la Albești,